# Rörtjärnen (Hede socken, Härjedalen)
Rörtjärnen är en sjö i Härjedalens kommun i Härjedalen och ingår i Ljusnans huvudavrinningsområde.